# Filippo Rosa Morando
Filippo Rosa Morando (Verona, 19 novembre 1732 – Verona, 15 agosto 1757) è stato un letterato, drammaturgo e poeta italiano, studioso di Dante Alighieri.

## Biografia
Filippo Rosa Morando nasce a Verona nei pressi della parrocchia di San Vitale il 19 novembre 1732. La madre era Lodovica Bianchini, sorella dello storico Giuseppe Bianchini e nipote dell'astronomo Francesco Bianchini. Il padre Marcantonio Rosa Morando, uomo di lettere, era stato invece uno dei firmatari dell'edizione del commento alla Divina Commedia di Pompeo Venturi (1749) e possedeva una vasta biblioteca di classici.
Filippo ha studiato presso i gesuiti del collegio di San Sebastiano a Verona. Pubblica nel 1749 le Osservazioni sopra il comento della Divina Commedia di Dante Alighieri, in cui critica alcuni passaggi del commento di Pompeo Venturi, il quale viene a sua volta difeso da Francesco Antonio Zaccaria che definisce le Osservazioni "bazzecole da nulla, e false". Oltre agli studi danteschi, Rosa Morando ha modo di dilettarsi anche col mezzo poetico, componendo a quattro mani delle composizioni insieme al fratello Domenico che vedranno la luce però postume, nel 1827, accompagnate dalla favola pastorale inedita Le nozze boscherecce.
In ambito drammaturgico, Rosa Morando è stato autore delle tragedie Teonoe (dall'omonima figlia di Proteo) e Medo (che riprende la Merope del Maffei), entrambe pubblicate a Verona dal libraio Antonio Andreoni di Via Nova, oggi chiamata Via Mazzini. Nonostante la giovane età era già membro delle accademie veronesi dei Filarmonici e dei Meccanici, dei Ricovrati di Padova e degli Agiati di Rovereto. Filippo Rosa Morando muore di tisi a Verona il 15 agosto 1757, a soli 25 anni, e viene sepolto nella Chiesa di San Luca, a pochi passi da Piazza Bra. La città di Verona gli ha dedicato una via, nei pressi di Porta Vescovo.

## Opere
- Osservazioni sopra il comento della Divina Commedia di Dante Alighieri, Verona, Dionigio Ramanzini, 1749.
- Lettera al padre Giuseppe Bianchini intorno a quanto fu scritto nella Storia letteraria d’Italia contro le Osservazioni sopra il Comento del p. Venturi, Verona, Antonio Andreoni, 1754.
- Medo, Verona, Antonio Andreoni, 1755.
- Teonoe, Verona, Antonio Andreoni, 1755.
- Sonetti e canzoni, Verona, Antonio Andreoni, 1756.
- Poesie inedite di Filippo, e di Domenico Rosa Morando, Verona, Tipografia Tommasi, 1827.